# Целепис, Панайотис
Панайотис Целепис (греч. Παναγιώτης Τσελεπής; дата и место рождения неизвестны) — кипрский футболист, сыгравший один матч за сборную Кипра.

## Клубная карьера
Известно, что на момент вызова в сборную в 1960 году, Целепис был игроком клуба «Омония» Никосия. В 1972 году вместе с командой он принимал участие в Кубке европейских чемпионов 1972/1973, где в ответной встрече первого раунда против ирландского клуба «Уотерфорд Юнайтед» (2:0) Целепис отметился дублем и помог «Омонии» пройти в следующий раунд, победив с общим счётом 3:2. Во втором раунде турнира «Омония» встречалась с немецкой «Баварией», но по итогам двух матчей уступила со счётом 0:13.

## Карьера в сборной
Дебютировал за сборную Кипра 13 ноября 1960 года в её первом официальном международном матче против сборной Израиля (1:1), проходившем в рамках отборочного турнира чемпионата мира 1962. Однако ответную встречу двух команд, которая завершилась поражением Кипра со счётом 1:6, Целепис пропустил, а его место в составе занял Яннакис Иоанну.
В дальнейшем в сборную не вызывался.